# Vu du pont
Vu du pont (Engels: A View from the Bridge; Italiaans: Uno sguardo dal ponte) is een Frans-Italiaanse dramafilm uit 1962 onder regie van Sidney Lumet.

## Verhaal
Eddie Carbon is een havenarbeider uit Brooklyn. Hij is ongelukkig getrouwd met Beatrice en hij heeft stiekem een oogje op hun nichtje Catherine, die ze samen hebben opgevoed. Als het stel twee illegale arbeiders in huis neemt, wordt een van hen verliefd op Catherine. Eddie besluit om de twee arbeiders aan te geven bij de immigratiedienst.

## Rolverdeling
| Acteur            | Personage        |
| ----------------- | ---------------- |
| Raf Vallone       | Eddie Carbone    |
| Jean Sorel        | Rodolpho         |
| Maureen Stapleton | Beatrice Carbone |
| Carol Lawrence    | Catherine        |
| Raymond Pellegrin | Marco            |
| Morris Carnovsky  | Alfieri          |
| Harvey Lembeck    | Mike             |
| Mickey Knox       | Louis            |
| Vincent Gardenia  | Lipari           |
| Frank Campanella  | Havenarbeider    |